# Papež Štefan II.
Štefan II. (imenovan tudi Štefan III.), papež, * 714 Rim (Bizantinsko cesarstvo); † 26. april 757, Rim (Papeška država).

## Življenjepis

### Problem pri štetju papežev z imenom Štefan
Štefan (včasih tudi Štefan II. oziroma Štefan Izvoljeni) je bil 23. marca 752 soglasno izvoljen kot kardinal-duhovnik za papeža, a je tri dni po izvolitvi umrl za možgansko kapjo. Starejši zgodovinarji ga prištevajo k svetnikom. Ker ni prejel škofovskega posvečenja, ga najnovejši vatikanski seznam nima niti v seznamu papežev niti v seznamu svetnikov. 
Zaradi njega je pri štetju papežev Štefanov nastal problem, ker je bil sicer izvoljen za papeža, a je umrl, še preden je prejel škofovsko posvečenje. Papeža Nikolaj II. in Klemen V.  sta določila, da za papeštvo ni odločilna posvetitev, ampak izvolitev. Drugi vatikanski koncil pa je poudaril, da je papež rimski škof in ga zato nima v uradnem seznamu. 

### Zgodovinska preusmeritev naZahod
Štefan II. je bil izvoljen takoj po nenadni smrti svojega predhodnika Štefana, 26. marca 752 pa je bil posvečen za škofa. S posvetitvijo so pohiteli zato, ker je oblastiželjni langobardski kralj Ajstulf ogrožal in tudi osvojil Raveno, glavno mesto Ravenskega eksarhata, ki je veljalo zaradi obdajajočih jo močvirij za neosvojljivo. potem pa si je hotel izbrati za sedež Rim. Rimljani pa bi bili raje pripravljeni nositi neznosni jarem Bizantincev, ko da bi priznali za gospodarje barbarske Langobarde.
Ko od Bizantincev na vzhodu ni bilo pričakovati pomoči v dejanju, ampak le v lepih in visokodonečih besedah, se je obrnil papež na novo nastajajočo velesilo na zahodu – na Franke. 15. novembra 753 je prestopil Alpe še zadnji hip, ker ga je Ajstulf hotel zajeti na meji. Pipin Mali ga je s celo družino slovesno sprejel 6. januarja 754. To je pomenilo zgodovinski preobrat: papeštvo se je usmerilo k Zahodu.

## Smrt in češčenje
Papež Štefan II. je umrl v Rimu dne 26. aprila 757. in je pokopan v cerkvi svetega Petra v Vatikanu.
Njegov god obhajala katoliška Cerkev dne 26. aprila. 